# Colin Clarke
Colin John Clarke (Newry, 1962. október 30.  – ) északír válogatott labdarúgó, csatár, edző.

## Pályafutása

### Klubcsapatban
Pályafutását 1980-ban az Ipswich Town kezdte, de nem kapott lehetőséget és hamarosan továbbállt. 1981 és 1984 között a Peterborough United játékosa volt. 1984-ben kölcsönben a Gillinghamben szerepelt. Az 1984–85-ös szezonban a Tranmere Rovers színeiben 45 mérkőzésen 22 gólt szerzett, az 1985–86-os idényben a Bournemouth játékosaként 46 találkozón 26 alkalommal volt eredményes. 1986-tól 1989-ig a Southamptont erősítette. 1989 és 1990 között a Queens Park Rangers, 1990 és 1993 között a Portsmouth labdarúgója volt. 

### A válogatottban
1986 és 1993 között 38 alkalommal szerepelt az északír válogatottban és 13 gólt szerzett. Részt vett az 1986-os világbajnokságon, ahol a Spanyolország elleni csoportmérkőzésen gólt szerzett.

### Edzőként
1993 és 2000 között a Richmond Kickers, 2000-ben a San Diego Flash, 2003 és 2006 között az FC Dallas, 2007-ben a Virginia Beach Mariners vezetőedzője volt az Egyesült Államokban. 2008-tól 2011-ig a Puerto Ricó-i válogatottat irányította szövetségi kapitányként. 2011 és 2018 között a North Carolina FC együttesénél dolgozott. 